# Balia Sámuel
Felsőszilvási Balia Sámuel (1744–1796) erdélyi magyar jogász, királyi tanácsos.

## Élete
Hunyad vármegyei nemes családból származott, a középiskolát Nagyenyeden végezte, majd a kolozsvári jogakadémián tanult. 1772-ben Hunyad megyei aljegyző, 1781-ben megyei főjegyző, 1791 körül az erdélyi királyi tábla bírája volt Marosvásárhelyen.
Kolozsváron, 1791-ben megjelent műve, az „Erdélly Ország’ közönséges nemzeti törvénnyeinek első része. A’ 
törvény’-szerző hatalomról” a törvényhozás erdélyi gyakorlatáról szól, beleértve az 1790-91. évi országgyűlés határozatait is. A könyvben megjelenik a felvilágosodás korának szerződéselmélete, amely azonban a rendi szemlélettel egészül ki, és a Szent Koronának „törvényesítő erőt” tulajdonít.